# Cartismo

Representación de disturbios cartistas.

El cartismo (Chartism, en inglés) fue un movimiento popular radical que surgió en Reino Unido entre 1838 y hasta 1848 y que expresaba la agitación de la clase obrera, debido a los cambios derivados de la Revolución Industrial, la coyuntura económica y las leyes promulgadas por el Parlamento británico. Al igual que el ludismo, el cartismo fue un movimiento propio de la primera etapa del movimiento obrero, pero, a diferencia de aquel, tuvo una índole esencialmente política. Obtuvo su nombre de la Carta del Pueblo (People's Charter), un documento escrito el 7 de junio de 1837 en el British Coffee House de Londres, que fue enviado al Parlamento del Reino Unido en 1838, señalando las seis peticiones:
- Sufragio universal masculino (a los hombres mayores de 21 años y sin antecedentes penales).
- Voto secreto.
- Sueldo anual para los diputados que posibilitase a los trabajadores el ejercicio de la política.
- Elecciones anuales al parlamento que, aunque pudiera generar inestabilidad, evitaría el soborno.
- La participación de los obreros en el Parlamento mediante la abolición del requisito de propiedad para asistir al mismo.
- Establecimiento de circunscripciones iguales, que asegurasen la misma representación al mismo número de votantes.

El movimiento tuvo especial fuerza en el noreste y norte de Inglaterra, en el denominado Black Country y en el sur de Gales. El gobierno británico y la burguesía se opusieron desde un primer momento al movimiento, que fue finalmente suprimido.

## Historia
Las primeras protestas tuvieron lugar con la promulgación de la Ley de Reforma electoral de 1832 (Reform Bill). Las quejas de este grupo crecieron en intensidad con la aprobación posterior de la Ley de Enmienda a las leyes sobre los pobres (Poor Law Amendment Act) de 1834. Esta ley pretendía abolir la asistencia social y convertir los asilos para pobres en una especie de penitenciarías. Los diputados radicales apoyados por trabajadores comenzaron el movimiento. Sus peticiones iban dirigidas a conseguir una política más democrática en el Parlamento Británico; pensaban que si el pueblo entraba en el Parlamento se conseguiría reducir el número de horas de trabajo y un aumento de los salarios.

Bandera propuesta para la «República Británica» usada por el Cartismo.

En el año 1836 se formó en Londres la London Working Men´s Association (Asociación de Hombres Trabajadores de Londres), bajo la presidencia de William Lovett (1800-1877), un artesano ebanista, lo que permitió impulsar al movimiento. Los estatutos de la Asociación declaraban que su principal objetivo era la obtención del sufragio universal. Para ello se programó una campaña de agitación y se fueron creando numerosas asociaciones por todo el país que se agruparon en el National Union of the Working Classes (Sindicato Nacional de Clases Obreras).
La Revolución Industrial inglesa es uno de los procesos más importantes de la historia contemporánea y que tuvo como resultado una paulatina, pero profunda serie de cambios a todos los niveles. Las innovaciones tecnológicas posibilitaron la introducción de maquinaria —que sustituyó al ser humano— y dieron lugar a la aparición del mundo fabril además de la consolidación del capitalismo industrial. Ante tales trasformaciones, desde finales del XVIII la masa obrera comenzó a tomar conciencia de su paupérrima situación y a rechazarla; primero mediante el tradeunionismo con demandas laborales, luego con el ludismo a través de la destrucción de máquinas (con más carga moral y organizativa de la que pudiera parecer) y ya en 1838 con el cartismo, reivindicando además de las laborales mejoras políticas. A pesar de la corta duración de la aventura cartista —una década—, su significación histórica como movimiento innovador que supo conciliar lo laboral y lo político es innegable.
De forma simultánea al desarrollo de los sindicatos en Gran Bretaña, los obreros se orientaron hacia la lucha política, con el objetivo de conquistar la igualdad de derechos para todos los ciudadanos. De ese modo, surgió el cartismo, un movimiento de masas, cuyo auge se produjo entre 1838 y 1848, y que proponía conseguir los derechos políticos para los trabajadores.
En el año 1838, la Asociación de Trabajadores de Londres, dirigida por William Lovett, elaboró la Carta del Pueblo, en la que se reclamaba el sufragio para todos los varones mayores de veintiún años, el voto secreto, elecciones parlamentarias anuales, la abolición de los requisitos de propiedad para ser miembro del Parlamento, la asignación de un sueldo a los parlamentarios y distritos electorales equitativos.
El cartismo movilizó a la mayoría de los trabajadores y de las clases populares con un objetivo político claro: la democratización del Estado. La primera petición al Parlamento que se hizo por el movimiento, se presentó en 1839, respaldada por más de un millón de firmas. El Parlamento británico rechazó por tres veces las peticiones y el gobierno reprimió con dureza las huelgas e intentos de insurrección de los sectores más radicales del cartismo.
La mencionada petición fue presentada en la mencionada y en varias oportunidades más al Parlamento siendo rechazada las mismas veces que se la presentó. Si bien no consiguieron sus objetivos iniciales, los cartistas obtuvieron varios éxitos parciales que fueron considerados logros tan importantes como las peticiones, entre ellos se destacan: reducción de la jornada laboral a 12 horas diarias, luego ese valor descendió a 10 y muy especialmente resultaron buenos a la hora de la concientización de los trabajadores en términos políticos.
Los defensores del cartismo pensaban que cuando los trabajadores alcanzasen el poder político, podrían adecuar las leyes a sus intereses de clase. La duración de este movimiento abarcó una década, entre 1838 y 1848, aunque las reuniones del movimientos continuaron hasta 1852. Se manifestó en tres oleadas: 1838, 1842 y 1848.
La denominación que tomaría, Cartismo o Chartismo, devino de la Carta del Pueblo o The People’s Charter, que fuera un documento que en el año 1838 se envió al Parlamento Británico y en el cual se incluían seis peticiones básicas e irrenunciables que el mencionado movimiento reivindicaba: sufragio universal para los hombres mayores de 21 años que estuviesen en su sano juicio y no contasen con antecedentes penales, voto secreto, sueldo anual para aquellos diputados que hicieren posible a los trabajadores el ejercicio de la política, reunión anual del Parlamento para evitar el soborno, participación obrera en el Parlamento, abolición del requisito de propiedad para asistir al Parlamento y el establecimiento de iguales circunscripciones que garanticen la equitativa representación al mismo número de votantes.
Aunque el cartismo como movimiento no logró sus peticiones, tampoco fue un fracaso. Se trató de una experiencia importante para la clase obrera que a partir de este momento empezaría a exigir mejores condiciones, consciente del destacado rol que ocupaban dentro de la sociedad, y que empezaría a apoyarse en las clases medias, ya que después de esta experiencia se dieron cuenta de que no podrían conseguir las reformas políticas necesarias para democratizar el sistema inglés sin su apoyo. Con el tiempo, cinco de las reivindicaciones cartistas fueron incorporadas a la vida política británica, excepto las elecciones anuales al parlamento que continuó hasta 1848.

## Antecedentes
Económicamente, se daba una situación complicada: se arruinaron muchas cosechas por la plaga de las patatas, lo cual derivó en un periodo de carestía, y también había una crisis de la industria fabril. En Inglaterra, el movimiento obrero tenía más fuerza que en otros países, pues aunque las asociaciones obreras no estaban permitidas, tampoco estaban prohibidas (se derogaron las Combination Acts en 1824). Las Trade Unions, asociaciones de trabajadores según su oficio, tenían una importancia significativa desde la creación de la Unión General Labour en 1838. Además, hubo varios precedentes del movimiento cartista en el contexto agrario:
- Movimiento del Captain Swing. Nace en Kent y se extiende por Inglaterra en 1830, y consiste básicamente en la destrucción de máquinas agrarias que, según los seguidores del ficticio capitán, quitaban el trabajo a los jornaleros. También tomaron otras medidas, como dirigirse al rey o la destrucción de cosechas. El movimiento acabó con una represión durísima. También hay que tener en cuenta el movimiento ludita, aunque este era de carácter urbano.
- Se formó una sociedad en el condado de Dorset a comienzos de la década de 1830, formada esencialmente por jornaleros. Formaron una sociedad amistosa de obreros agrícolas cuyos miembros juraron mantener el secreto. Sus líderes, los Mártires de Tolpuddle, fueron arrestados por conspiración y condenados al destierro a Australia.[1]

En cuanto a las leyes que hicieron surgir el movimiento, destacan:
- La Septennial Act de 1715. Establecía que las elecciones al parlamento se celebrarían cada siete años.
- La Reforma de las Leyes de 1832. Se intentaron redistribuir los escaños para eliminar los burgos podridos y aumentar el número de votantes, para que llegase a las clases burguesas medias. En la práctica fue una decepción, pues no amplió el número de votantes.
- Las Leyes Obreras de 1833, que limitaban el trabajo infantil y obligaban a los empresarios a instalar escuelas religiosas junto a las minas. Su cumplimiento no era muy estricto.
- Las Leyes de Pobres (Poor Laws) de 1834. Son una serie de normas que formaban un sistema de ayuda legal a los pobres ingleses financiado con impuestos. Proporcionaban ayudas a los pobres, pero les prohibía mendigar fuera de sus parroquias de origen. La ley no es bien acogida ni por productores ni por los trabajadores, pues limitaba el movimiento de mano de obra.

El mayor impulso para el cartismo fue la Asociación de Trabajadores de Londres (ATL) (London Working Men's Association), creada en 1836 por Henry Hetherington, William Lovett y James Watson. El cartismo también recibió apoyo de algunos diputados radicales del Parlamento, como Tobias Perry, que en noviembre de 1837 creó el periódico The Northern Star en Leeds. Este periódico fue muy importante porque tenía una gran tirada y llegaba a mucha gente; los que sabían leer se lo leían a los que no.

## Desarrollo

### Primera oleada
Junto al Ludismo (movimiento obrero contemporáneo al Cartismo, cuyo foco de ataque eran las máquinas con las que trabajaban los obreros), el Cartismo está considerado como un movimiento propio de la primera etapa del movimiento obrero, aunque, a diferencia del Ludismo su esencia fue eminentemente política.
Los defensores del cartismo pensaban que cuando los trabajadores alcanzasen el poder político, podrían adecuar las leyes a sus intereses de clase. El 28 de febrero de 1837 William Lovett (que reclamó el derecho al sufragio universal en 1831, basándose en que si los obreros producían la riqueza del país tenían derecho a participar en la vida política), escribe los 6 puntos de la People's Charter, en nombre de la Asociación de Trabajadores de Londres. Vuelve a tener presencia política la  Unión Política de Birmingham de Thomas Attwood. Esta organización buscaba la ampliación del derecho a voto y la redistribución del sufragio (por los burgos podridos). Entonces, el Cartismo ni fue un éxito, pero tampoco un fracaso, podríamos decir que se trató de una experiencia importante para la clase obrera que a partir de este momento empezaría a exigir mejores condiciones, consciente del destacado rol que ocupaban dentro de la sociedad.
En mayo de 1838 se presenta la Petición Nacional en Birmingham y en Glasgow hay un mitin de cartistas para que la gente se una al movimiento. Se realizarán más mítines por Inglaterra. En enero de 1839 la ATL presenta la Carta y en febrero tiene lugar la Primera Convención Cartista en Londres y después en Birmingham. Sus dirigentes trataron en numerosas ocasiones que sus peticiones fueran atendidas. En julio de 1839, Thomas Attwood, diputado por Birmingham, presentó una petición con 1 200 000 firmas al Parlamento que no fue aceptada (por 235 votos a 46).
Entonces se originó una división entre los dirigentes del movimiento: 
- Moderada: W. Lovett y Robert Owen, que eran más moderados, tenían pretensiones más económicas y defienden la organización de cooperativas de producción y la supresión de los intermediarios. Buscan el entendimiento con las clases medias.
- Radical: Bronterre O'Brien y Feargus O'Connor se inclinaban más por la lucha política, los mítines y la huelga, buscan la revolución social. El irlandés O'Connor, es uno de sus más fervorosos defensores, aunque en 1842 se retiró de la Carta original y persiguió un concepto utópico de reforma social agrícola.

Tras muchas discusiones, se llegó a la conclusión de que era necesaria una huelga general, propuesta que no se llevó a cabo finalmente, aunque sí hubo estallidos de violencia esporádicos, como por ejemplo, el ocurrido en Newport en 1839, en el que 3000 personas salieron a manifestarse. El gobierno sacó a los soldados a la calle y hubo, al menos, 20 muertos y varios heridos. John Frost y otros líderes del levantamiento fueron acusados de alta traición y sentenciados a ser ahorcados, pero finalmente sólo fueron deportados. En el 41, Thomas Slingsby Duncombe pide el perdón a los involucrados en el levantamiento de Newport. O'Connor es sentenciado a 18 meses de prisión por la publicación de documentos calumniosos.
En el seno del cartismo se distinguió por defender que los cartistas presentasen candidatos propios en las elecciones parlamentarias o que se apoyase a los candidatos que asumieran los puntos de la Carta. Las autoridades británicas siempre consideraron a nuestro protagonista como un líder muy peligroso, llegando a entrar en prisión en 1840 durante dieciocho meses por sedición. En principio, había sido un defensor del empleo de la violencia, pero luego moderó esa defensa y se negó a participar en la manifestación de abril de 1848. Con Fergus O’Connor, uno de los principales líderes cartistas, tuvo intensas polémicas. Entre ambos líderes siempre hubo una mala relación, especialmente a través de los periódicos, con un elevado tono, por otra parte.

### Segunda oleada
La Segunda carta está alentada por la crisis económica de estos años, la rebaja de sueldos y los problemas con los precios de los alimentos de primera necesidad, especialmente el pan. Esto se debe a las leyes proteccionistas británicas, que protegen a los propietarios de grandes latufundios mediante las Leyes del Trigo (o Corn Laws), que establecen aranceles altísimos a la importación de trigo.
La segunda petición concurre en su desarrollo con una gran movilización entre los mineros de Gales, que se podría considerar un precedente de huelga general, y la Liga de Mánchester. La Liga de Mánchester es una asociación de comerciantes, pequeños burgueses y manufactureros contra el proteccionismo y a favor del librecambio. Es el momento en que coinciden los intereses del cartismo y la Liga de Mánchester para derogar los aranceles sobre el grano. El cartismo pasa a ser un movimiento interclasista. En 1842 la movilización cartista contiene los seis puntos de antes y algunas peticiones de orden social, entre las que está la petición contra los aranceles del grano, y una ley de minas. 
En estos momentos, William Lovett funda un nuevo movimiento llamado Asociación Nacional del Reino Unido para promover la mejora social y política del Pueblo (National Association of the United Kingdom for Promoting the Political and Social Improvement of the People).
El 20 de julio de 1840 se funda en Mánchester la National Charter Association (NCA; Asociación Nacional de la Carta) para reunir a las organizaciones locales. En agosto de 1841, con la subida al poder de los Tories de Robert Peel, la NCA empieza a preparar la segunda petición para ver cuál la actitud del nuevo gobierno. En 1842 se convoca una nueva Convención Cartista en Londres y el 4 de mayo se presenta la Segunda Carta, respaldada con más de tres millones de firmas, al Parlamento. La Cámara de los Comunes la rechaza por 287 votos a 47. 
Esto provoca que se organice una Huelga General (Plug Plot riots) en Lancashire, Staffordshire y otras zonas del norte de Inglaterra y Escocia, sobre todo organizada por el sector textil. Además, hubo otras pequeñas revueltas por los precios del grano. Muchos de los líderes del cartismo fueron arrestados y 79 cartistas fueron desterrados a Australia.
Pero surgirán en el movimiento cartista dos tendencias, de un lado la moderada, con Lovett y Owen a la cabeza y que eran partidarios de organizar cooperativas de producción, eliminar los intermediarios, llegar a un entendimiento con las clases medias, etc., básicamente realizar unas modificaciones que afectarían al campo económico y laboral; frente a los radicales, con O´Brien y O´Connor como cabezas visibles, que proponían acciones mucho más violentas y huelgas generales de carácter agresivo.
Lo que se consiguió con la segunda petición fue la limitación de las Leyes de Pobres de 1834. Estas eran muy impopulares y contra esta reforma se manifestaron David Ricardo, Malthus y Senior, parlamentario que preside la comisión en la que se discute la reforma. Sus razones eran que la existencia de esas ayudas extralaborales a los trabajadores pobres interferían con la ley natural de la «oferta y demanda» de mano de obra, haciendo que los sueldos no aumentasen. De hecho, los mayores detractores de estas leyes fueron los propietarios de industrias urbanas.
Un breve mejoramiento de las condiciones económicas, con el leve aumento de los salarios obreros y una mayor venda de productos, hace que la actividad del movimiento cartista desaparezca hasta la «tercera oleada».
Las revoluciones políticas liberales abolieron las cargas feudales a las que estaban sometidos los campesinos y las regulaciones gremiales de los artesanos. Además, el liberalismo estableció la libre contratación y la prohibición de que existieran organizaciones que agruparan a los trabajadores. Las contrataciones y relaciones laborales se debían establecer de forma individual entre el patrono y el trabajador, según las leyes del mercado de la oferta y la demanda de trabajo. Como la mano de obra era muy abundante, a causa del éxodo rural de los campesinos en busca de trabajo en las ciudades y de la salida de los artesanos de los gremios abolidos, los empresarios hicieron contratos con bajos salarios. Pero, además la nueva economía industrial se caracterizaba por crisis periódicas que hacían crecer el desempleo. Así pues, surgieron nuevos y constantes motivos de conflicto social.
La concentración de un elevado número de trabajadores en las fábricas y en los barrios obreros facilitó la movilización del proletariado y la creación de organizaciones para defender sus derechos.
Los obreros comenzaron por destruir máquinas al considerar que eran las causantes del desempleo, pero muy pronto la conflictividad social se encaminó hacia la lucha por el reconocimiento del derecho de asociación, es decir, del derecho a poder crear organizaciones estables o sindicatos para defender sus derechos. La lucha se orientó, posteriormente, hacia la mejora de las condiciones laborales: reducción de jornada de trabajo y aumento de los salarios. Además, los trabajadores comprendieron que se podían alcanzar sus reivindicaciones si conseguían el reconocimiento de sus derechos políticos: votar y ser votados y, de ese modo, poder influir en la legislación y el gobierno.
El movimiento se reorganizó creando en junio de 1840 la Asociación Nacional de la Carta (National Charter Association) en la ciudad de Mánchester para reunir las organizaciones cartistas locales. Sus principales objetivos fueron conseguir la liberación de los presos y la aprobación de la carta. Se estableció que la única forma de conseguir sus propósitos eran los pacíficos y los que se mantenían dentro del orden constitucional. Esta asociación se fue extendiendo por el país, contando al poco tiempo de su formación con 400 asociaciones locales. En 1842 contaba ya con 50 000 afiliados, que pagaban una semanal de un penique.
Durante el año 1841 se consiguió la libertad para los presos cartistas. Se reunieron 3 300 000 firmas, que fueron presentadas junto a la Segunda Petición Nacional que fue rechazada en el parlamento en mayo de 1842 por 287 votos contra 49.
Este rechazo provoca que se organice una Huelga General (Plug Plot riots) en Lancashire, Staffordshire y otras zonas del norte de Inglaterra y Escocia, sobre todo organizada por el sector textil. Además, hubo otras pequeñas revueltas por los precios del grano. Muchos de los líderes del Cartismo fueron arrestados y 79 cartistas fueron desterrados a Australia.
Friedrich Engels en su famosa obra La situación de la clase obrera en Inglaterra (1845) hizo la siguiente valoración del cartismo, vinculándolo con el movimiento obrero:

En eso estriba también la diferencia entre la democracia cartista y todas las formas de democracia política burguesa que se han dado hasta hoy. El cartismo es esencialmente de naturaleza social. Los «seis puntos», que para el burgués radical representaron todo, y que deberían llevar a lo sumo a alguna otra reforma de la constitución, para el proletariado no son sino un medio. «El poder político es nuestro medio, el bienestar social nuestro fin»; éste es ahora el lema electoral claramente expresado por los cartistas.

### Tercera oleada

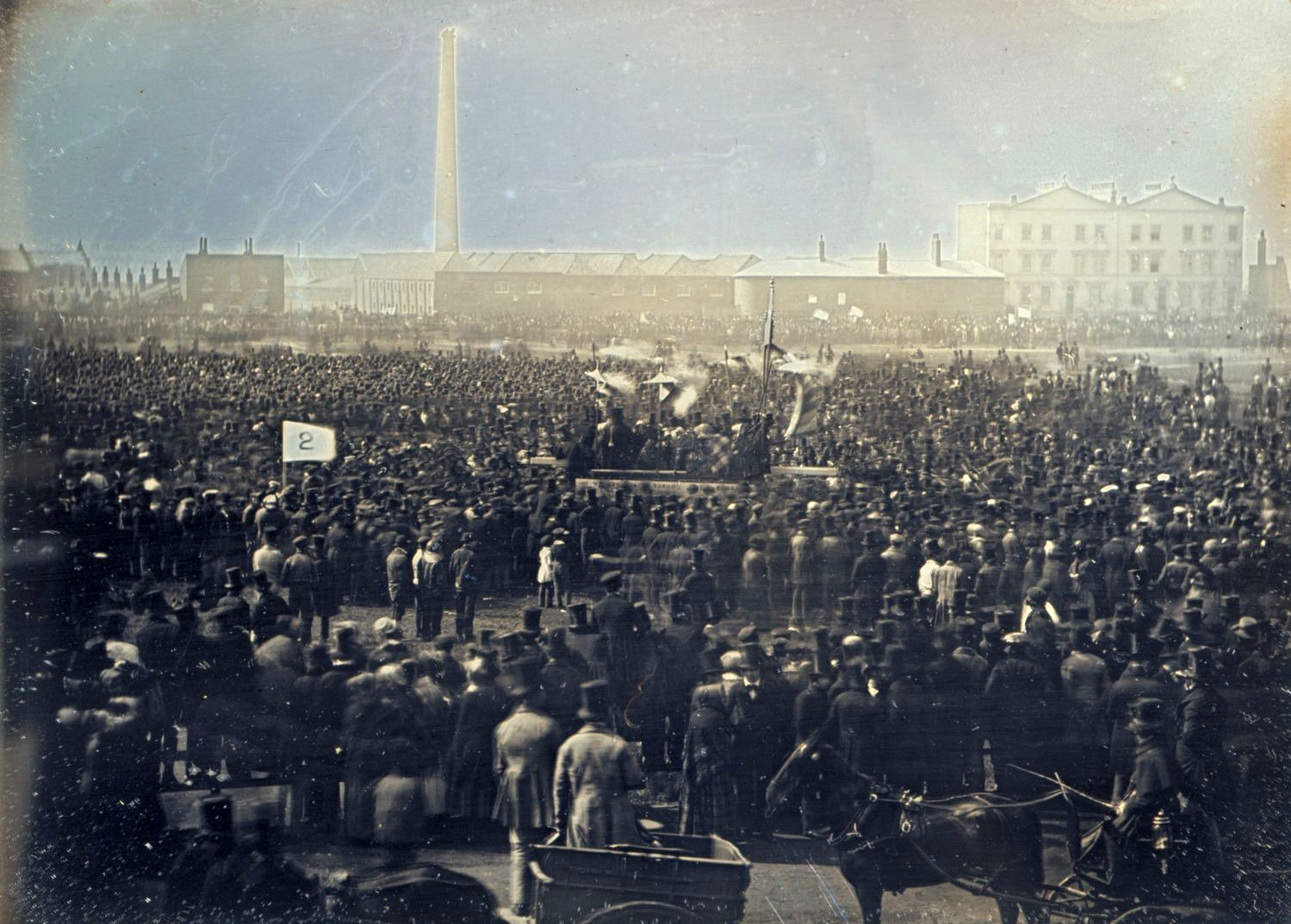
La Gran Marcha Cartista en Kennington Common.

En 1846 consiguen que se rechacen las Corn Laws. El irlandés James Bronterre O’Brien (1804 o 1805-1864) fue un destacado líder obrerista, en el seno del cartismo, además de un seguidores de las ideas del neobabuvismo, ya que fue admirador de Babeuf, así como de Robespierre.
El 22 de marzo de 1848 se funda la People's Charter Union por James Watson, Henry Hetherington y Richard Moore, en oposición a la Asociación Nacional de la Carta. Los Cartistas se reúnen en abril y el 10 de ese mismo mes presentan la Tercera Petición al Parlamento después de un mitin en Kennington. Los cartistas dicen que hay más de 5 millones y medio de firmas, pero los miembros del Parlamento sólo contabilizan 1975496, incluyendo varias falsificaciones. Se extienden los disturbios y levantamientos en Londres (también en Irlanda). Se detienen a muchos de los manifestantes que serán desterrados. Los Cartistas consiguen la reducción de la jornada laboral a 10 horas en las industrias fabriles.
El rechazo de la Carta de 1848 y el fracaso de la revuelta de abril hace que el movimiento deje de tener la importancia que había tenido en los años anteriores, pierde su fuerza de convocatoria masiva y se ve afectado por la muerte de varios dirigentes. El movimiento hace un intento de acercarse a las clases medias, mediante la creación de la Moderate National Charter League, pero ya no es una corriente tan poderosa como en años pasados. La National Land Company (creada para ayudar a las clases trabajadoras a satisfacer el requisito de propiedad para acceder al Parlamento) se disuelve y la convención Cartista se acerca a posiciones marxistas. En 1851 cierra el periódico The Northern Star y en 1858 se celebra la última convención Cartista.
Nació cerca de Dublín. Aunque vino al mundo en el seno de una familia en principio acomodada, ya que su padre se dedicaba al negocio del vino, éste fracasó y el joven tuvo intentó huir de la pobreza dedicándose al estudio. En 1825 se graduó en el Trinity College, para estudiar Derecho en el King’s Inn de Dublín. Allí terminó sus estudios en 1829, para pasar a Londres donde completó su carrera. Pero su gran pasión no sería el derecho, aunque le sirviera para sus teorías y su compromiso, sino el periodismo.
El Cartismo o Chartism, en su denominación original en inglés, fue un movimiento parte de la Reforma Social que se desarrolló en el Reino Unido durante la primera mitad del siglo XIX; aproximadamente duró un poco más de una década, desde el año 1838 hasta el 1852.
Las revoluciones liberales de 1848 en Francia y otros países europeos hacen que las monarquías (electivas o no) de Europa caigan, y durante estos años se va a desarrollar un ambiente de revolución. El pueblo quiere tener competencias políticas, se pide el sufragio universal masculino y derechos sociales (libertad de asociación, de manifestación...). Es en este año cuando Marx publica su Manifiesto Comunista, aunque no tendrá importancia hasta dentro de unos años. Mientras, en Inglaterra, las elecciones de 1847 las ganan los Whigs de Rusell y O'Connor es elegido miembro del Parlamento por Nottingham.
Se funda el 22 de marzo la People's Charter Union por James Watson, Henry Hetherington y Richard Moore, en oposición a la NCA. Los cartistas se reúnen en abril y el 10 de ese mismo mes presentan la Tercera Petición al Parlamento después de un mitin en Kennington. Los cartistas dicen que hay más de cinco millones y medio de firmas, pero los miembros del Parlamento solo contabilizan 1 975 496, incluyendo varias falsificaciones. Se extienden los disturbios y levantamientos en Londres (también en Irlanda). Se detienen a muchos de los manifestantes que serán desterrados. Los cartistas consiguen la reducción de la jornada laboral a 10 horas, solo en las industrias fabriles, aunque sus obligatoriedad fue muy cuestionable. Es un antecedente de intervención estatal en el mundo laboral.
«La Carta del Pueblo» al Parlamento británico, en el que reivindican no solo el sufragio universal, sino la participación de los obreros en esa institución mediante la abolición de la necesidad de tener un título de propiedad; buscando el cambio social a través de la participación de los obreros en la política, lo que les permitiría crear y anular leyes en función de sus intereses de clase.
La denominación que tomaría, Cartismo o Chartismo, devino de la Carta del Pueblo o The People’s Charter, que fuera un documento que en el año 1838 se envió al Parlamento Británico y en el cual se incluían seis peticiones básicas e irrenunciables que el mencionado movimiento reivindicaba: sufragio universal para los hombres mayores de 21 años que estuviesen en su sano juicio y no contasen con antecedentes penales, voto secreto, sueldo anual para aquellos diputados que hicieren posible a los trabajadores el ejercicio de la política, reunión anual del Parlamento para evitar el soborno, participación obrera en el Parlamento, abolición del requisito de propiedad para asistir al Parlamento y el establecimiento de iguales circunscripciones que garanticen la equitativa representación al mismo número de votantes.
Las asociaciones de trabajadores se formaron muy pronto; de hecho, algunas fueron transformaciones de los viejos gremios a la nueva situación industrial, pero todas las organizaciones estaban prohibidas, pues se consideraba que iban contra la libertad de empresa y de contrato. En Inglaterra se dieron las Combination Acts de 1799 y 1800, que prohibían explícitamente las organizaciones de trabajadores. En Francia se aprobó la famosa Ley Le Chapelier, por el nombre de su autor, en 1789, y que establecía el fin de los gremios y la libertad de poder ejercer cualquier trabajo u oficio y la libertad de empresa. También prohibía que se creasen organizaciones o asociaciones de empresarios, artesanos u obreros.
Concepto de cartismo
La Asociación de Trabajadores de Londres fue la que más apoyó al cartismo. Salvo las elecciones anuales parlamentarias el resto de los pedidos se lograron, pero bastante más tarde (fines del siglo XIX y comienzos del XX) que el tiempo que duró este movimiento revolucionario que eclosionó en tres oleadas: la de 1838, la de 1842, fecha en la que se organizó como verdadero partido de trabajadores, y la de 1848. Las leyes que lograron que se aprueben no fueron muy efectivas en la práctica, ya que por ejemplo la que ponía límites al trabajo infantil quedó en letra muerta. Otras leyes sí lograron éxito, como la de la jornada laboral reducida a diez horas.
Así pues, el derecho de asociación y reunión fue una de las primeras reivindicaciones de los trabajadores, especialmente, de los británicos. En 1824 se consiguió que se reconociera este derecho en Gran Bretaña. Al calor de esta ley se formaron las primeras asociaciones de trabajadores.
Las primeras organizaciones fueron las Sociedades de Socorro Mutuos, que tenían como objetivo el auxilio de sus asociados ante los riesgos físicos de enfermedad, accidente o muerte con fondos que provenían de aportaciones de los asociados. A menudo, contaban, también con cajas de resistencia para mantener a sus miembros en las épocas de huelga.
Cuando se rechaza la carta del 48 y la revuelta de abril fracasa, el movimiento deja de tener la importancia que había tenido en los años anteriores, pierde su fuerza de convocatoria masiva y se ve afectado por la muerte de varios dirigentes (Henry Hetherington). Entonces, el movimiento se intenta acercar a las clases medias, mediante la creación de la Moderate National Charter League, pero ya no es una corriente tan poderosa como en años pasados. La National Land Company (creada para ayudar a las clases trabajadoras a satisfacer el requisito de propiedad para acceder al Parlamento) se disuelve y la convención cartista se acerca a posiciones más socialistas.
El movimiento terminó por debilitarse sin conseguir sus objetivos, pero, a largo plazo puede considerarse un éxito, ya que provocó que el estado británico emprendiera un largo proceso de reformas laborales, como la promulgación de una ley de asociación más favorable y aplicación de una legislación limitadora de la jornada laboral femenina e infantil, así como cambios políticos, ya que a lo largo del siglo XIX el derecho al sufragio se fue ampliando a través reformas electorales periódicas.
Pero la importancia del cartismo reside, especialmente, en que anticipó las grandes luchas políticas y sociales de los obreros en las últimas décadas del siglo XIX, cuando se promuevan y funden partidos políticos socialistas. Además, el cartismo demostró la capacidad de organización de los obreros en torno a objetivos comunes: la mejora de sus condiciones a través de la lucha política.
En 1851, el periódico The Northern Star cierra y en 1858 se celebra la última convención cartista.

## Consecuencias
El movimiento fracasó por las disensiones internas entre las tendencias moderada y radical, por la falta de contacto con las clases medias y el resurgimiento económico que se produjo durante la década 1850-1860, que declinó la actuación política y radicalizada de los movimientos obreros y motivó el renacimiento de los sindicatos. La represión del gobierno británico, que militarizó las zonas en donde la agitación se hizo más activa, abortó el movimiento. Este quedó escindido de forma irreversible hasta su desaparición, que se produciría debido a la frustración de las revoluciones de 1848, que asestó el golpe definitivo a las aspiraciones cartistas. En adelante la lucha de carácter político sería abandonada por los obreros ingleses, quienes moderaron en gran medida sus reivindicaciones para concentrarse en la lucha de carácter sindical. La acción política se circunscribió al continente, de manera más significativa a Francia.
El cartismo fue un movimiento obrero, nacido a partir de que en 1836 se fundara la Working Men’s Association, que derivó su denominación de un documento la «Carta del Pueblo», escrito en un café de Londres el 7 de junio del año 1837, que contenía una serie de peticiones populares para que lograra una democracia representativa y moderada (sufragio directo, secreto y universal para los varones de más de 21 años, que se votara por circunscripciones, para distribuir los distritos electorales con mayor equidad, elecciones parlamentarias anuales con eliminación del requisito de ser propietarios, sueldo anual e inmunidad a los diputados) que un año más tarde era entregada en el Parlamento del Reino Unido, en medio de una crisis que afectaba a las industrias, y con el deseo de que los obreros llegaran al Parlamento para lograr leyes convenientes a su clase.
El cartismo no fue un fracaso rotundo, pues
- Constituyó una importante experiencia para la clase obrera en su intento de mejorar las condiciones de vida, ya que fue el primer ensayo de organización política obrera.
- Su acción forzó al gobierno británico a articular una legislación, que contó con un elevado contenido social, siendo un ejemplo de ello la “Ley de las diez horas” (reducción de la jornada laboral).
- El cartismo supuso la toma de contacto de las masas obreras con la acción política, que hasta entonces habían concentrado su empeño en la conquista de mejoras de carácter obligatorio y laboral.
- Contribuyó a crear la conciencia de clase de los trabajadores y a que luchasen para aumentar su representación en el Parlamento.

Una dificultad que no superó el cartismo fue el objetivo de aunar todas las corrientes provinciales bajo el mando de un directiva nacional. Todas las secciones locales del cartismo mantuvieron siempre su independencia.
Aunque el movimiento no consiguió imponer todas sus peticiones, su lucha sirvió para que se aprobase, además de las leyes de las diez horas, la ley sobre las minas (1842) y la ley sobre las fábricas (1844), que mejoraron las condiciones laborales de los trabajadores.